# Малнаш-Бей
Малнаш-Бей (рум. Malnaș-Băi) — село у повіті Ковасна в Румунії. Входить до складу комуни Малнаш.
Село розташоване на відстані 178 км на північ від Бухареста, 18 км на північ від Сфинту-Георге, 45 км на північ від Брашова.

## Населення
За даними перепису населення 2002 року у селі проживали 503 особи.
Національний склад населення села:
| Національність | Кількість осіб | Відсоток |
| -------------- | -------------- | -------- |
| угорці         | 451            | 89,7%    |
| румуни         | 51             | 10,1%    |

Рідною мовою назвали:
| Мова      | Кількість осіб | Відсоток |
| --------- | -------------- | -------- |
| угорська  | 455            | 90,5%    |
| румунська | 48             | 9,5%     |